# Mostacillastrum subscandens
Mostacillastrum subscandens är en korsblommig växtart som först beskrevs av Carlos Luis Spegazzini, och fick sitt nu gällande namn av Al-shehbaz. Mostacillastrum subscandens ingår i släktet Mostacillastrum och familjen korsblommiga växter. Inga underarter finns listade i Catalogue of Life.